# Belagerung von Sangin
Die Belagerung von Sangin war ein militärischer Konflikt von Juni 2006 bis April 2007 zwischen den Taliban und der britischen Armee. Während der Belagerung wurde das Distriktzentrum des Sangin-Distrikts in der Provinz Helmand von den britischen Streitkräften besetzt und vollständig von den Aufständischen umzingelt. Die Kämpfe wurden intensiv und General David J. Richards, der NATO-Kommandeur in Afghanistan, erklärte, dass in der Provinz Helmand die heftigsten Kämpfe mit britischen Truppen seit dem Koreakrieg stattgefunden hätten. Die Stadt wurde auch „Sangingrad“ (in Bezug auf die Schlacht von Stalingrad) genannt, was zum Symbol für die Schwierigkeit der Mission wurde.

## Situation in Sangin
Sangin ist eine Stadt mit 30.000 Einwohnern in der Provinz Helmand. Die Stadt liegt in einer „grünen Zone“, einem fruchtbaren landwirtschaftlichen Gebiet. Die Ortschaft ist bekannt für die Opiumproduktion und die Aktivität der Taliban. Vor dem britischen Einsatz wurde geglaubt, dass das Gebiet unter vollständiger Kontrolle der Taliban stand.
Koordinaten: 32° 4′ N, 64° 50′ O
In diesem Distrikt gab es bereits mehrere Vorfälle mit Koalitionstruppen. Am 13. Juni 2006 wurde ein US-Konvoi nördlich von Sangin auf dem Weg nach Musa Qala überfallen. Eine Kompanie, des 3. Bataillon, Fallschirmregiment, wurde in die Stadt gerufen, um den Konvoi zu schützen, aber sie zogen sich nach nur 24 Stunden Anwesenheit zurück.
Ende Juni wurde auf Druck von Präsident Hamid Karzai beschlossen, britische Truppen in Sangin einzusetzen, um die Autorität der afghanischen Regierung durchzusetzen. Dies war eine wichtige Änderung gegenüber der "Inkspot" -Strategie (in einem großen Feindlichen Gebiet kleine „Nester“ erobern die sich langsam verbinden), die zuvor in Laschkar Gah angewandt wurde.

## Belagerung
Eine Kompanie wurde am 25. Juni 2006 nach Sangin gesendet, nachdem die Taliban am 18. Juni 5 Zivilisten und danach ihre 27 Verwandten, die die Leichen holen wollten, töteten.
Das „District Center“ (DC), ein heruntergekommenes Gelände, ca. 300 Meter vom Stadtzentrum entfernt, wurde zum Stützpunkt für etwa 120 britische Truppen. Es beherbergte auch die lokalen Regierungsbüros und eine afghanische Polizei. Die Position wurde mit Schützengräben und Sandsäcken gesichert.
Die Stadt war ruhig und es gab nur wenige Angriffe. Die Situation änderte sich am 27. Juni abrupt, nach einer gescheiterten Mission des Special Reconnaissance Regiment starben zwei Soldaten. Die Islamisten nutzten die Chance und griffen die britische Stellung an. Die Angriffe der Taliban stiegen auf fünf oder sechs pro Tag, einschließlich des Feuers von RPG. Nachdem alle Straßen gesperrt waren, wurde das Bezirkszentrum effektiv von den Aufständischen belagert und war somit auf Versorgungsflüge vom Camp Bastion angewiesen. Diese Flüge wurden manchmal fünf Tage lang unterbrochen, da die Taliban auf die Helikopter feuerten. Eine Einheit Royal Engineers versuchte eine Landestelle mit Schanzkörben zu sichern.
Am 1. Juli wurden 3 Soldaten getötet als eine Rakete das Distriktzentrum traf. Vier Tage später starb ein Soldat beim Sichern einer Landestelle für Helikopter. Die Briten begannen die Attacken mit Luftangriffen, Mörser- und Artilleriefeuer zu erwidern, womit sie den Taliban schweren Schäden zufügten. Die Situation verschlechterte sich, als afghanische Polizisten die Seiten wechselten und den Taliban Insiderinformationen weitergaben.

## Operation Mountain Thrust
Am 16. Juli wurden während der Operation Mountain Thrust 300 britische Fallschirmjäger, unterstützt von Apache-Hubschraubern, von Chinooks in Sangin abgesetzt. Bei diesem konzertierten Angriff wurde die Belagerung des Bezirkszentrums gebrochen. Sie wurden von 700 Koalitionstruppen unterstützt, darunter amerikanische, kanadische, afghanische und estnische Streitkräfte. In der Operation wurde die Stadt abgeriegelt und Taliban Standorte durchsucht und geräumt. Zehn Taliban wurden bei dieser Operation getötet und die anderen vertrieben. Die Operation schwächte den Einfluss der Taliban auf die Stadt, brach sie jedoch nicht, und das Bezirkszentrum wurde bald wieder angegriffen.

## Weitere Kämpfe
Am 20. August durchsuchte eine 20-köpfige Gruppe von Fallschirmjägern ein Gelände, als sie von den Taliban überfallen wurden. Eine Gruppe Soldaten tötete zwei feindliche Kämpfer, musste sich kurzer Zeit später aber zurückziehen, wobei zwei Männer verletzt wurden. Erst später wurde erkannt, dass ein Soldat vermisst wurde. Seine Rettung erwies sich aufgrund des schweren Feuers der Taliban als unmöglich. Der Kompaniechef organisierte eine Hilfstruppe, darunter Einheiten der Royal Engineers und zwei Royal Military Policemen, die sich zufällig in Sangin befanden. Unterstützt vom zwei Apache Hubschrauber retteten die Briten ihren Kameraden, der aber kurz darauf seinen Verletzungen erlag. Für seine Tapferkeit während dieser Aktion wurde der Soldat namens Bryan Budd postum mit dem Victoria-Kreuz ausgezeichnet, der höchsten Auszeichnung der britischen Streitkräfte.
Die Fallschirmjäger wurden später durch die 3. Commando Brigade ersetzt, zunächst durch die Kilo Company 42 Commando, dann durch die C Company 2nd Battalion The Light Infantry (später 3 Rifles). Nach einer relativ ruhigen Amtszeit übernahm das 42. Commando der Royal Marines für kurze Zeit das Kommando, bevor es an die C Company, 2. Bataillon, Royal Regiment of Fusiliers, übergeben wurde.
Die C Company Group, 2. Bataillon, Royal Regiment of Fusiliers, übernahmen die Feuerunterstützung. In ihren ersten zwanzig Tagen in Sangin wurden die Füsiliere 79 Mal angegriffen.

## Befreiung von Sangin

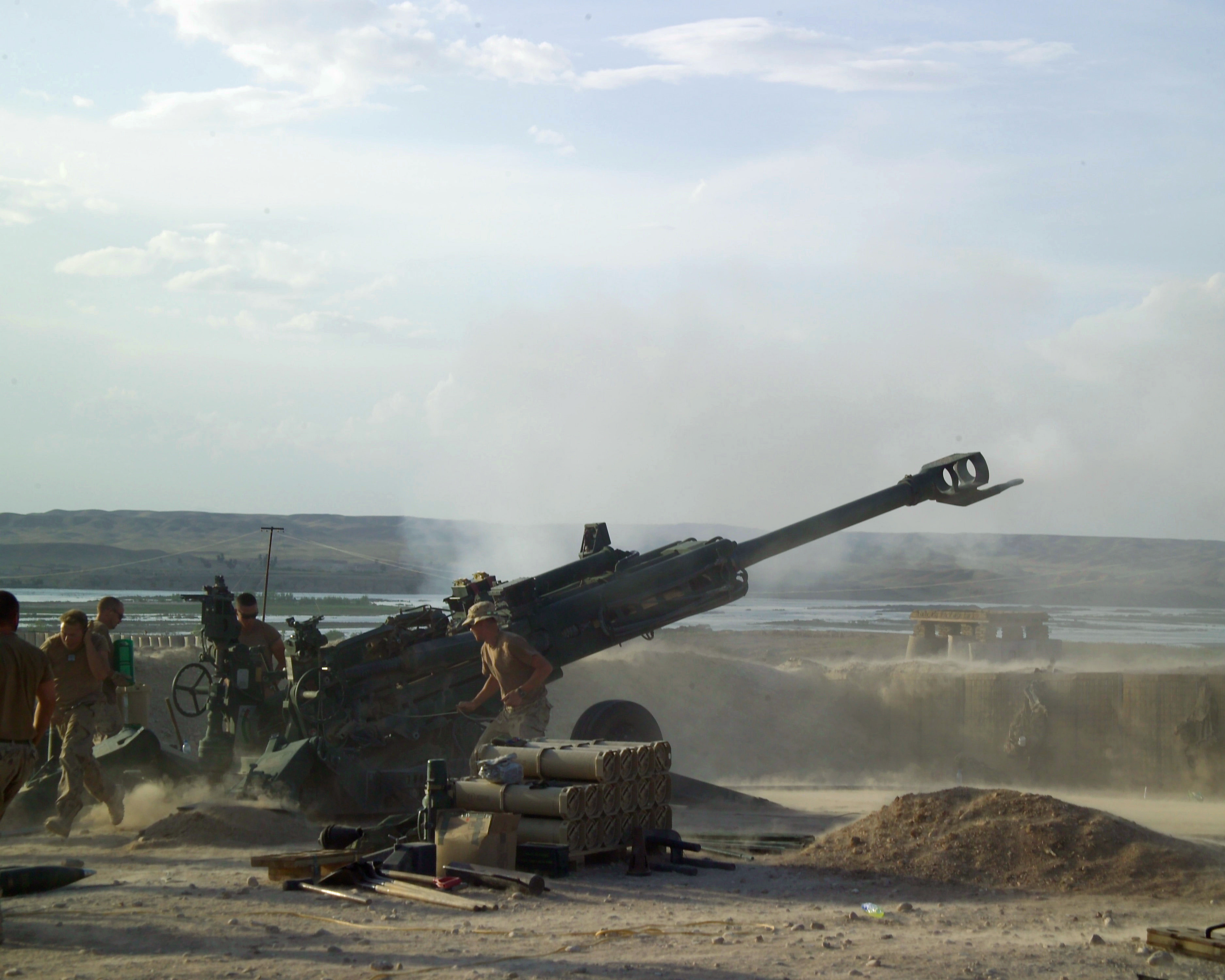
Eine kanadische M777 Haubitze feuert auf eine Taliban Stellung

Im April 2007 nahmen mehr als 1.000 internationale Streitkräfte an der Operation Silver teil, um Sangin zu befreien. Die NATO warnte vor dem bevorstehenden Angriff, indem sie Flugblätter fallen ließ.
US-Truppen vom 1. Bataillons des 508. Fallschirm-Infanterieregiments der 82. Luftlandedivision starteten einen Angriff an verschiedenen Orten etwa 5 Kilometer südlich des Bezirkszentrums. Die afghanische Nationalarmee verfolgte feindliche Kämpfer im Norden und Osten des Bezirkszentrums. Gleichzeitig griff eine Kolonne gepanzerter Transporter mit 250 Royal Marines von 42. Commando aus dem Norden an. Dänische und estnische Soldaten nahmen ebenfalls teil, während niederländische und amerikanische Flugzeuge sowie kanadische Artillerie Feuerunterstützung leisteten.
Am 5. April besetzten Koalitionstruppen Sangin und stießen nur auf leichten Widerstand, da die Stadt größtenteils von den Taliban befreit und von den meisten Einwohnern verlassen worden war. Obwohl die Aufständischen immer noch in den umliegenden Gebieten operierten, konnten die afghanischen Zivilbehörden zurückkehren und damit das Ende der Belagerung markieren. Der Gouverneur der Provinz Helmand ernannte einen neuen lokalen Gouverneur und eine permanente Militärbasis wurde in der Stadt eingerichtet.